# 满语支
满语支，又稱女真语支或滿洲語支，是满-通古斯语系的一支，分布在中国东北地区和新疆维吾尔自治区。

## 语言
满语支包含如下语言：
- 女真语†
  - 满语
  - 锡伯语
- 巴拉语†
- 阿勒楚喀语†
- 恰喀拉语†

巴拉语、阿勒楚喀语和恰喀拉语是1980年代有记录的已灭绝语言。它们保存了对通古斯语的历史比较研究非常有价值的很多特征。